# Noah Hickey
Pour les articles homonymes, voir Hickey.
Noah Hickey, né le 9 juin 1978 à Auckland, est un footballeur international néo-zélandais évoluant au poste d'attaquant.

## Carrière

### En club
- 1996-1999 :  Central United
- 1999-2001 :  Football Kingz
- 2001-2003 :  Tampere United
- 2003-2004 :  Football Kingz
- 2004-2005 :  Waitakere United
- 2005-2007 :  New Zealand Knights
- Depuis 2007 :  Gisborne City AFC

### En équipe nationale
- Il a eu sa première cape le 31 mai 1997 à l'occasion d’un match contre l'équipe de Papouasie-Nouvelle-Guinée.
- 33 sélections (3 buts) avec l'équipe de Nouvelle-Zélande de football.
- Il a disputé la Coupe des confédérations 2003 avec l'équipe de Nouvelle-Zélande de football.